# Cania
Cania is een geslacht van vlinders van de familie slakrupsvlinders (Limacodidae).

## Soorten
- C. bandura (Moore, 1859)
- C. bilinea (Walker, 1855)
- C. hatita Druce, 1896
- C. heppneri Inoue, 1970
- C. obliquifascia (Hampson, 1900)
- C. pulligonis Swinhoe, 1889
- C. sericea Walker, 1855
- C. siamensis Tams
- C. striola Hering, 1931